# Sunčeva termoelektrana Nevada Solar One
Sunčeva termoelektrana Nevada Solar One je započeta s gradnjom početkom 2006., u dolini Eldorado u pustinji Mojave, u neposrednoj blizini grada Boulder Cityja, u američkoj Saveznoj državi Nevadi. Sunčeva termoelektrana je u pogon puštena 27. srpnja 2007. Snaga elektrane iznosi 64 MW, a godišnja se proizvodnja električne energije procjenjuje na 134 milijuna kWh, što omogućava opskrbu za oko 40 000 kućanstava. Postrojenje se prostire na oko 1,6 km2, pri čemu na polja koncentrirajućih paraboličnih kolektora otpada 1,2 km2.
Radi se o drugoj sunčevoj termoelektrani koja je u posljednjih 16 godina izgrađena u SAD-u. Elektranu je izgradila tvrtka Acciona Solar Power (dio španjolske energetsko-graditeljske skupine Acciona) i danas je njezin većinski vlasnik (95%). Uz to, u njezinoj su izgradnji sudjelovali Ministarstvo energetike SAD-a (USDoE) i Nacionalni laboratorij za obnovljive izvore (NREL). Ukupna ulaganja u projekt iznosila su 266 milijuna američkih dolara.
Elektranu čini veliko polje od 760 paraboličnih koncentrirajućih sunčevih kolektora njemačkog proizvođača Flabeg. Kolektori se sastoje od više od 180 000 zrcala koja Sunčevo zračenje usmjeravaju u žarište kolektora, u kojem se nalazi apsorberska cijev kroz koji struju radni medij. Apsorberske cijevi izrađene su od stakla i čelika, a isporučile su ih izraelska tvrtka Solel Solar Systems i njemačka tvrtka Schott Glass. Svaka je cijev dugačka 4 m, a ukupno ih ima 18 240. Radni medij u njima se usmjerenim Sunčevim zračenjem zagrijava na 391 °C i njegova se toplina potom u izmjenjivaču topline predaje vodi, pri čemu se proizvodi pregrijana para koja zatim pokreće parnu turbinu proizvođača Siemens.

## Sunčeva termoelektrana SEGS
Sunčeva termoelektrana SEGS je trenutno najveća sunčeva toplinska elektrana u svijetu. Sastoji se od 9 sunčevih polja također u pustinji Mojave (Kalifornija), gdje je insolacija među najvećim u SAD-u. Sunčana elektrana SEGS I–II (44 MW) je smještena u mjestu Daggett, SEGS III–VII (150 MW) je smještena u mjestu Kramer Junction i SEGS VIII–IX (160 MW) je smještena u mjestu Harper Lake. Ukupna instalirana snaga je 354 MW. U noćnim satima kada više nema dovoljno sunčeve energije, dodatno se koristi prirodni plin za pogon parnih turbina.